# Kim Oanh (diễn viên)
Kim Oanh (sinh ngày 31 tháng 10 năm 1975) là nữ diễn viên người Việt Nam. Chị được biết đến qua các phim như: Sóng ở đáy sông (2000), Những ngọn nến trong đêm (2002), Những giấc mơ dài (2004), Ma làng (2007).
Kim Oanh nổi tiếng là nữ diễn viên chuyên vào các vai phản diện và là diễn viên hài chuyên trị vai đanh đá.

## Sự nghiệp
Diễn viên Kim Oanh tên đầy đủ là Đào Kim Oanh. Chị từng học khóa diễn viên của trường Đại học Sân khấu Điện ảnh (1995), ra trường làm việc tại Nhà hát Tuổi trẻ. Từ năm 2007 đến nay, chị làm biên tập viên Đài Truyền hình Việt Nam, phòng Sân khấu – Ban Văn nghệ. Hiện chị theo học khoa Đạo diễn Đại học Sân khấu Điện ảnh.
Năm 2007, chị từng tham gia một chương trình truyền hình do nhãn hàng dầu ăn Simply tài trợ và được phát sóng trên kênh HanoiTV. Năm 2011, cô tham gia chương trình Trung Thu cùng Xuân Bắc trong vở kịch "Cô bé Lọ Lem" với vai diễn Lọ Lem trình diễn tại Công viên Thiên đường Bảo Sơn. Đây là lần đầu tiên Kim Oanh diễn vai hiền lành.
Năm 2012, qua những nỗ lực cũng như sự cống hiến cho nghệ thuật ở Nhà hát tuổi trẻ, chị danh dự được Nhà nước phong tặng danh hiệu nghệ sĩ ưu tú.
Năm 2013, nhờ vào dựng vở bên phòng sân khấu Ban văn nghệ Đài truyền hình Việt Nam,chị được nhận giải thưởng Liên hoan truyền hình toàn quốc.

## Đời tư
Là người sống có nguyên tắc và thẳng tính đồng thời về cuộc sống riêng tư chị cũng là một người rất kín tiếng.

## Danh sách phim

### Điện ảnh
Vai Cám trong phim Tấm Cám thuộc loạt phim Cổ tích Việt Nam do Hãng phim Phương Nam sản xuất.
Vai Mợ Cả trong phim Người vợ cuối cùng của đạo diễn Victor Vũ.

### Truyền hình
| Năm  | Tên                      | Vai         | Ghi chú                                  |
| ---- | ------------------------ | ----------- | ---------------------------------------- |
| 1998 | Liệu pháp tình yêu       | Lan         |                                          |
| 2000 | Sóng ở đáy sông          | Mây         | Vai diễn đầu tiên được khán giả biết đến |
| 2002 | Những ngọn nến trong đêm | Tuyết       |                                          |
| 2003 | Chuyện như đùa           | Trà         |                                          |
| 2004 | Những giấc mơ dài        | Thúy        |                                          |
| 2005 | Phi đội chuồn chuồn      | Hân         | Series Cảnh sát hình sự                  |
| 2005 | Cô dâu Việt              | Dương       |                                          |
| 2007 | Ma làng                  | Ló          |                                          |
| 2008 | Đầu bếp và đại gia       | Thúy        | Phim video                               |
| 2011 | Đếm ngược cho 30         | Hạnh        |                                          |
| 2011 | Cầu vồng tình yêu        | Hoàng Trung |                                          |
| 2012 | Tìm nơi đón Tết          | Thục        |                                          |
| 2012 | Chân trời trắng          | Huyền       |                                          |
| 2013 | Vận may bất ngờ          | Quyên       |                                          |
| 2013 | Làng ma 10 năm sau       | Ló          |                                          |
| 2015 | Máy bay ký sự            | Thư         |                                          |
| 2016 | Chiều ngang qua phố cũ   | Hoa         |                                          |
| 2020 | Đừng bắt em phải quên    | Linh        |                                          |

### Hài
- Chôn nhời
- Ăn vạ
- Lên voi
- Thị Hến kén chồng
- Tuyển osin
- Sếp mới